# 대한민국상공미술전람회
대한민국상공미술전람회(大韓民國商工美術展覽會)는 대한상공회의소 주관의 미술전으로 1966년 창립되었다. 1966년 8월 16일부터 20일까지 경복궁미술관에서 제1회전을 열었다. 순수예술의 성격을 띤 국전과는 달리 상업디자인 전반을 다루는 공모전이다. 그 목적은 수출 공산품디자인의 개선에 두며 수출증진과 우수 디자이너의 발굴로 우수 디자인의 창안(創案) 기풍을 세우기 위해 정부가 수출진흥책의 일환으로 실시하였다. 1971년 6월에 제6회전을 열었으며 1977년 전람회의 명칭이 '대한민국 산업디자인전람회'로 바뀌면서 제12회전이 열렸다.  대한민국산업디자인 전람회는 그동안 디자인 제품의 질적 개선과 디자이너들의 창의적인 아이디어 개발에 결정적인 역할을 해 왔고, 일반의 디자인에 대한 올바른 인식을 위해 크게 기여한 것으로 평가되고 있다. 1989년 제24회 전람회를 가졌다.